# Rote Spitze (Lienz)
Rote Spitze är en bergstopp i Österrike.   Den ligger i distriktet Lienz och förbundslandet Tyrolen, i den centrala delen av landet, 300 km väster om huvudstaden Wien. Toppen på Rote Spitze är 2 956 meter över havet.
Terrängen runt Rote Spitze är huvudsakligen bergig. Runt Rote Spitze är det ganska glesbefolkat, med 26 invånare per kvadratkilometer.. Närmaste större samhälle är Matrei in Osttirol, 19,8 km nordost om Rote Spitze. 
Trakten runt Rote Spitze består i huvudsak av gräsmarker.